# Маленький лорд Фаунтлерой (фильм, 1921)
«Маленький лорд Фаунтлерой» (англ. Little Lord Fauntleroy) — американский немой художественный фильм в жанре драмы, поставленный режиссёрами Альфредом Грином и Джеком Пикфордом по одноименному роману Фрэнсис Бернетт. Премьера фильма состоялась 15 сентября 1921 года.

## Сюжет
1880-е годы. Вдова капитана Эррола, младшего сына графа Доринкорта, влачит в Америке жалкое существование вместе с сыном Седриком. Граф посылает своего поверенного Хавершэма привезти мальчика в Великобританию, так как тот является его единственным наследником, и подготовить его к принятию титула лорда Фаунтлероя.

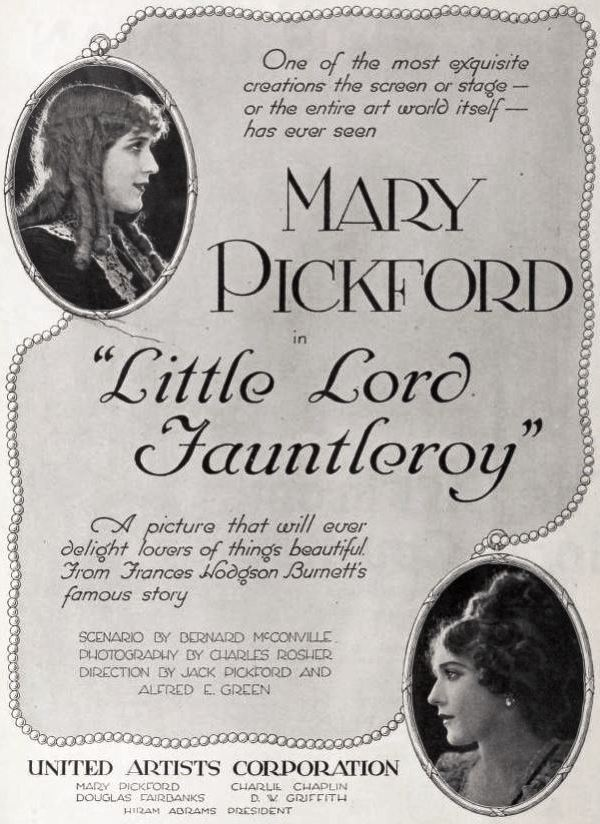

Вдова с сыном отправляется за океан, однако вынуждена поселиться отдельно от Седрика, так как граф недолюбливает её, считая, что она вышла за его сына из корысти. Детская непосредственность Седрика очаровывает графа, но вскоре на титул начинает претендовать некая женщина по имени Минна, которая утверждает, что её ребёнок — отпрыск старшего сына графа. К счастью все разрешается благополучно — вдова примиряется с графом, а Седрик получает титул.

## В ролях
| Актёр             | Роль                           |
| ----------------- | ------------------------------ |
| Мэри Пикфорд      | Седрик Эррол / вдова Эррол     |
| Клод Гиллингуотер | граф Доринкорт                 |
| Джозеф Даулинг    | Уильям Хавершэм                |
| Роуз Дион         | авантюристка Мина              |
| Френсис Марион    | сын Мины — претендент на титул |

## Оценки
После выхода фильма в 1921 году американский писатель и сценарист Генри Вильям Ханеманн опубликовал в журнале Life хвалебную статью, высоко оценив режиссуру фильма, операторскую работу и актёрскую игру, в особенности игру Мэри Пикфорд.